# Rubus guyanensis
Rubus guyanensis es una especie de planta del género Rubus, perteneciente a la familia Rosaceae.

## Taxonomía
Rubus guyanensis fue descrita por Wilhelm Olbers Focke en 1874.

## Distribución
Se encuentra en el territorio de Colombia, Guyana y Venezuela.